# Toader Clocotici
Toader Clocotici (n. 10 septembrie 1942) este un fost deputat român în legislatura 1992-1996, ales în județul Botoșani pe listele partidului PDSR. Toader Clocotici a absolvit facultatea de istorie de la Universitatea din Iași, a fost profesor și inspector școlar general.